# 張偉文
張偉文（英語：Donald Cheung Wai Man；1952年12月21日—），人稱「文哥」，香港男歌手，主要是以翻唱經典音樂作品而广为人知，有「靚聲王」的美譽。張偉文經理人為香港男歌手方俊。

## 生平
張偉文是土生土长的香港人，祖籍廣東佛山南海。1970年代，參加無綫電視業餘歌唱大賽，以演唱由譚炳文及鳴茜原唱的《離別的叮嚀》獲得冠軍，後簽約成為永恆唱片旗下歌手並推出多張唱片，由張偉文主唱的原創名曲包括《再會了！野茉莉》、《處處是家鄉》以及1980年麗的電視劇集《大內群英續集》同名主題曲。1982年，張偉文曾為麗的電視演唱台歌。在1980年代及1990年代，他也曾演唱一些廣告歌曲，例如1984年位元堂養陰丸、1989年公民教育委員會「前途在你手裡」、1990年選舉事務處選民登記、1996年市政局「理想都市攜手創」宣傳片。1985年，轉型為和音歌手，與雷有輝等成為和音界的中流砥柱。
他曾替絕大部分八、九十年代的歌手、千禧年代的陳奕迅、陳曉東、梁詠琪、容祖兒、連詩雅、吳若希和音，最後一首和音作品是谷婭溦的《安守本份》，可是他有感於時下歌手的質素良莠不齊，於是2003年選擇復出幕前，簽約環星娛樂成為旗下一哥，得到無數演唱會演出及灌錄唱片機會，發展歌唱事業的第二春，以演繹翻唱歌曲為主，得到「靚聲王」稱號。
2015年後，張偉文健康情況惡化，曾因腰患、腳痛和糖尿病及其併發症多次進出醫院，惟依然堅持歌唱事業。2019年，張透露自己曾接受過兩次腰椎手術，並須以輪椅代步兼長居深圳，但不幸曾發生多次電動輪椅翻車意外，遂影響生理及心理健康，後須經回港醫治，情況方得以好轉。
2022年2月，張偉文在其入住的安老院初步確診2019冠狀病毒病，後被安排送往廣華醫院治療。 2022年5月，患上認知障礙症要定期到精神科診所覆診。
2025年5月，73歲的張偉文因尾龍骨（薦椎）壓瘡惡化，於1月起出現症狀，近兩個月病情加劇後被送入深切治療部治療。

## 音樂作品

### 個人專輯
| 名稱              | 年份   | 發行公司 | 曲目 |
| ----------------- | ------ | -------- | --- |
| 再會了 ‧ 野茉莉！ | 1979年 | 永恆唱片 | 曲目 1. 再會了，野茉莉！ 2. 處處是家鄉 3. 萬事錢行頭 （電影《新貼錯門神》主題曲） 4. 一朵毋忘我 5. 到了晚上又怎樣 6. 共你手拖手 7. 江水滔滔 8. 梧桐樹下 9. 牛馬半生 10. 同你飲勝 11. 搵銀狂熱 （電影《新貼錯門神》插曲） 12. 天天向上 |
| 別了，親人！      | 1980年 | 永恆唱片 | 曲目 1. 別了，親人 （香港電台廣播劇主題曲） 2. 心上人 3. 誰沒有倦厭 4. 只要你願意 5. 霧到濃時 6. 含羞草 7. 靠近我 8. 活在夢裡 9. 今天的我 10. 我愛夏日長 11. 同踏幸福途 12. 每當少艾 |
| 大內群英續集      | 1980年 | 永恆唱片 | 曲目 1. 大內群英 （麗的電視劇集《大內群英續集》主題曲） 2. 桃李透艷紅（合唱：張德蘭） （麗的電視劇《大內群英續集》插曲） 3. 荔枝開花 4. 夢想與期望 5. 飛 6. 潮來潮去 7. 人在航機 8. 四月毛毛雨 （麗的電視劇集《大內群英續集》插曲） 9. 萬里長城 10. 窗裡雪 11. 異鄉人獨白 12. 彎彎的道路 |
| 大四喜            | 1981年 | 永恆唱片 | 曲目 1. 對唔住 （麗的電視劇集《大四喜》主題曲） 2. 心中美夢 （麗的電視劇集《大四喜》插曲） 3. 理想幻想夢想 4. 的士司機 （香港電台廣播劇《的士司機》主題曲） 5. 老襯當旺 （電影《老襯當旺》主題曲） 6. 對唔住（音樂） 7. 如果 8. 仍是對他一般好（合唱：周小君） （香港電台廣播劇《笑傲江湖》插曲） 9. 根 10. 我和你 11. 笑傲江湖 （香港電台廣播劇《笑傲江湖》主題曲） |
| 今昔名曲 心想哭   | 1982年 | 永恆唱片 | 曲目 1. 心想哭（合唱：葉德嫻） 2. 讓我醉 3. 人在航機 4. 大內群英續集 （麗的電視劇集《大內群英續集》主題曲） 5. 萬里長城 6. 處處是家鄉 7. 梧桐樹下 8. 脂痕 9. 風塵三奇俠 （麗的電視劇集《風塵三奇俠》主題曲） 10. 異鄉人獨白 11. 離別的叮嚀 12. 再會了，野茉莉！ 13. 別了，親人 （香港電台廣播劇主題曲） 14. 江水滔滔 |
| 唱好女人          | 2003年 | 環星唱片 | 曲目 1. 你有我就夠 2. 每當變幻時（原唱：薰妮） 3. 相識也是緣份（原唱：張德蘭） 4. 胭脂扣（1987年香港電影《胭脂扣》主題曲；原唱：梅艷芳） 5. 風雲（1980年無綫電視劇集《風雲》主題曲；原唱：仙杜拉） 6. 無奈（原唱：徐小鳳） 7. 漫步人生路（原唱：鄧麗君） 8. 感情的段落（原唱：林志美） 9. 問我（1976年香港電影《跳灰》插曲；原唱：陳麗斯） 10. 祝福（原唱：葉蒨文） 11. 舊夢不須記（原唱：雷安娜） 12. 愛你變成害你（1972年香港舞台劇《白孃孃》插曲；原唱：潘迪華） 13. 不了情（1961年香港電影《不了情》主題曲；原唱：顧媚） |
| 唱好女人II        | 2003年 | 環星唱片 | 曲目 1. 送你一首歌 2. 故鄉的雨（原唱：薰妮） 3. 我是痴情無限（原唱：關菊英） 4. 憑著愛（原唱：蘇芮） 5. 逝去的諾言（原唱：陳慧嫻） 6. 信 （1984年無綫電視外購劇集《阿信的故事》主題曲；原唱：翁倩玉） 7. 東方之珠 （1981年無綫電視劇集《前路》主題曲；原唱：甄妮） 8. 簾捲西風（1979年香港電台廣播劇《簾捲西風》主題曲；原唱：吳香倫） 9. 深夜港灣（原唱：甄楚倩） 10. 心債 （1982年無綫電視劇集《香城浪子》主題曲；原唱：梅艷芳） 11. 星塵（原唱：葉德嫻） 12. 我願意（原唱：王菲） 13. 夢醒時份（原唱：陳淑樺）            |

## 演唱會

### 個人
| 年份           | 名稱                         | 場地 |
| 2003年         | 張偉文唱好女人演唱會         | 10月18日 灣仔伊利沙伯體育館 |
| 2004年         | 張偉文04好聽演唱會           | 4月2-3日 灣仔伊利沙伯體育館 |
| 2005年         | 張偉文唱好自己演唱會         | 6月23-25日 灣仔伊利沙伯體育館 |
| 2007年         | 張偉文唱好唱好2007演唱會     | 5月12-13日 紅磡香港體育館 |
| 2012年         | 張偉文六月好父親演唱會       | 6月16-17日 九龍灣國際展貿中心匯星 |
| 2014年         | 張偉文1314好友弦演唱會       | 4月11-12日 灣仔伊利沙伯體育館 |
| 2015年         | 文歌聞聲張偉文巡迴演唱會     | 8月5日 屯門大會堂演奏廳 8月6日 荃灣大會堂演奏廳 9月7日 沙田大會堂音樂廳 9月8日 香港大會堂音樂廳 9月21日 香港文化中心音樂廳                              |
| 2016年         | 張偉文2016巡迴演唱會         | 10月17日 沙田大會堂演奏廳 10月19日 荃灣大會堂演奏廳 10月25日 葵青劇院演藝廳 10月27日 元朗劇院演藝廳 11月22日 香港大會堂音樂廳                           |
| 2018年         | 張偉文沿途有你2018巡迴演唱會 | 9月7日 屯門大會堂演奏廳 9月12日 荃灣大會堂演奏廳 10月3日 沙田大會堂演奏廳 10月22日 香港文化中心音樂廳 10月23日 元朗劇院演藝廳 10月29日 香港大會堂音樂廳 |
| 2019年         | 張偉文離別的叮嚀40周年演唱會 | 9月20-22日 灣仔伊利沙伯體育館 |
| 2021年至2022年 | 張偉文友情有義演唱會         | 2021年12月20日 香港文化中心音樂廳 2022年7月20日 沙田大會堂音樂廳 2022年8月12日 元朗劇院演藝廳                                                           |

### 群星
| 年份   | 名稱                        | 場地                           |
| 2003年 | 箏胡弦情金曲夜              | 7月27日 香港文化中心大劇院     |
| 2004年 | 金曲唱聚聲雅廊演唱會        | 2月7-8日 香港文化中心音樂廳    |
| 2004年 | 至尊金曲聲雅廊ENCORE演唱會  | 4月9-10日 紅磡香港體育館       |
| 2005年 | 粵調金曲聲星陣演唱會        | 4月7-8日 香港文化中心音樂廳    |
| 2006年 | 粵調金曲靚聲陣 Encore演唱會 | 8月30-31日 香港文化中心音樂廳  |
| 2009年 | 大名鼎鼎靚聲唱家班演唱會    | 6月21日 紅磡香港體育館         |
| 2009年 | 聲王星后百代金曲巨聲演唱會  | 12月25-26日 香港文化中心音樂廳 |

### 擔任嘉賓
| 年份   | 名稱                       | 場地                          |
| 2007年 | 麗的亞視半世紀精彩演唱會   | 4月20日 紅磡香港體育館        |
| 2008年 | 咪咪咪玩野2008演唱會       | 7月28-29日 香港文化中心音樂廳 |
| 2010年 | 超級呂聲呂珊演唱會         | 6月3日 紅磡香港體育館         |
| 2013年 | 黃金歲月再相逢             | 10月4日 新光戲院大劇場        |
| 2017年 | 麗的亞視半世紀主題曲演唱會 | 1月9日 荃灣大會堂演奏廳       |

## 影視作品

### 綜藝節目
| 年份             | 名稱                   | 性質                              |
| 無綫電視         |                        |                                   |
| 2018年           | 流行經典50年           | 演唱（8月11日）                   |
| 2018年           | 今日VIP                | 訪談 （8月31日）                  |
| 2019年           | 流行經典50年           | 演唱（2月17日、4月21日、8月24日） |
| 2021年           | 善心滿載仁愛堂         | 演唱（10月9日）                   |
| 亞洲電視         |                        |                                   |
| 2009年           | 亞洲星光大道1          | 評委                              |
| 2010年           | 亞洲星光大道2          | 評委                              |
| 2012年           | Eva會客室              | 訪談（5月27日）                   |
| 香港電台         |                        |                                   |
| 2008年           | 香港故事VII - 廟韻笙歌 | 主持                              |
| 亞洲電視數碼媒體 |                        |                                   |
| 2018年           | 今晚見                 | 訪談                              |

### 電視（香港電台）
- 1987年 《獅子山下》之眼眉跳 飾 茶客

### 電影
- 1982年 《冷血紅番》
- 1983年 《美色飄香》

## 獎項
- 1980年 《第四屆香港金唱片頒獎典禮》—— 金唱片《再會了，野茉莉！》[11]

## 外部連結
- 張偉文於環星娛樂官方網站上的簡介 （页面存档备份，存于）
- 張偉文在互联网电影资料库（IMDb）上的資料（英文）
- 張偉文在香港影庫上的簡介